# Helcogramma albimacula
Helcogramma albimacula es una especie de pez de la familia Tripterygiidae en el orden de los Perciformes.

## Morfología
- Número de  vértebras: 37

## Hábitat
Es un pez de mar  y de clima tropical que vive hasta los 5 m de profundidad.

## Distribución geográfica
Se encuentra en las Filipinas.